# Vysoké Tatry (město)
Vysoké Tatry jsou lázeňské město na severu Slovenska v okrese Poprad v Prešovském kraji. Žije v nich přibližně 3 800 obyvatel.
Vysoké Tatry jsou společně s Popradem a Zakopaným přirozeným centrem turistického ruchu v pohoří Vysoké Tatry. Je to rozlohou největší město na Slovensku, jeho rozloha je 398 km². Nachází se celé na území Tatranského národního parku, ve Vysokých a Belianských Tatrách, v severozápadní části Spiše. Vysoké Tatry jsou spojeny Cestou Slobody vedoucí od Podbanského do Tatranské Kotliny. Tatranská elektrická železnice spojuje osadu Štrbské Pleso s Tatranskou Lomnicí a přes Starý Smokovec pokračuje do Popradu.
V roce 1935 se zde konalo Mistrovství světa v klasickém lyžování.

## Rozdělení
Vysoké Tatry se skládají ze tří částí (katastrálních území), které se dále člení na 15 osad:
- Štrbské Pleso (vlastní osada je součást obce Štrba)
  - Vyšné Hágy (zmínka 1890, 1125 m)
  - Podbanské (zmínka 1871, 940 m, část je součástí vesnice Pribylina)
- Starý Smokovec
  - Horný Smokovec (950 m)
  - Dolný Smokovec (890 m)
  - Nový Smokovec (zmínka 1875, 1000 m)
  - Starý Smokovec (zmínka 1793, 1010 m)
  - Tatranská Polianka (zmínka 1885, 1005 m)
  - Tatranské Zruby (původně srubový výcvikový tábor čs. armády Vojenské Zruby, 995 m)
  - Nová Polianka (po 2. sv. válce jako vojenská osada, 1060 m)
- Tatranská Lomnica
  - Tatranská Lomnica (zmínka 1893, 850 m)
  - Tatranská Kotlina (zmínka 1881, 760 m)
  - Tatranská Lesná (zmínka 1927, 915 m)
  - Kežmarské Žľaby (zmínka 1885, 920 m)
  - Tatranské Matliare (zmínka v polovině 19. století, 885 m)

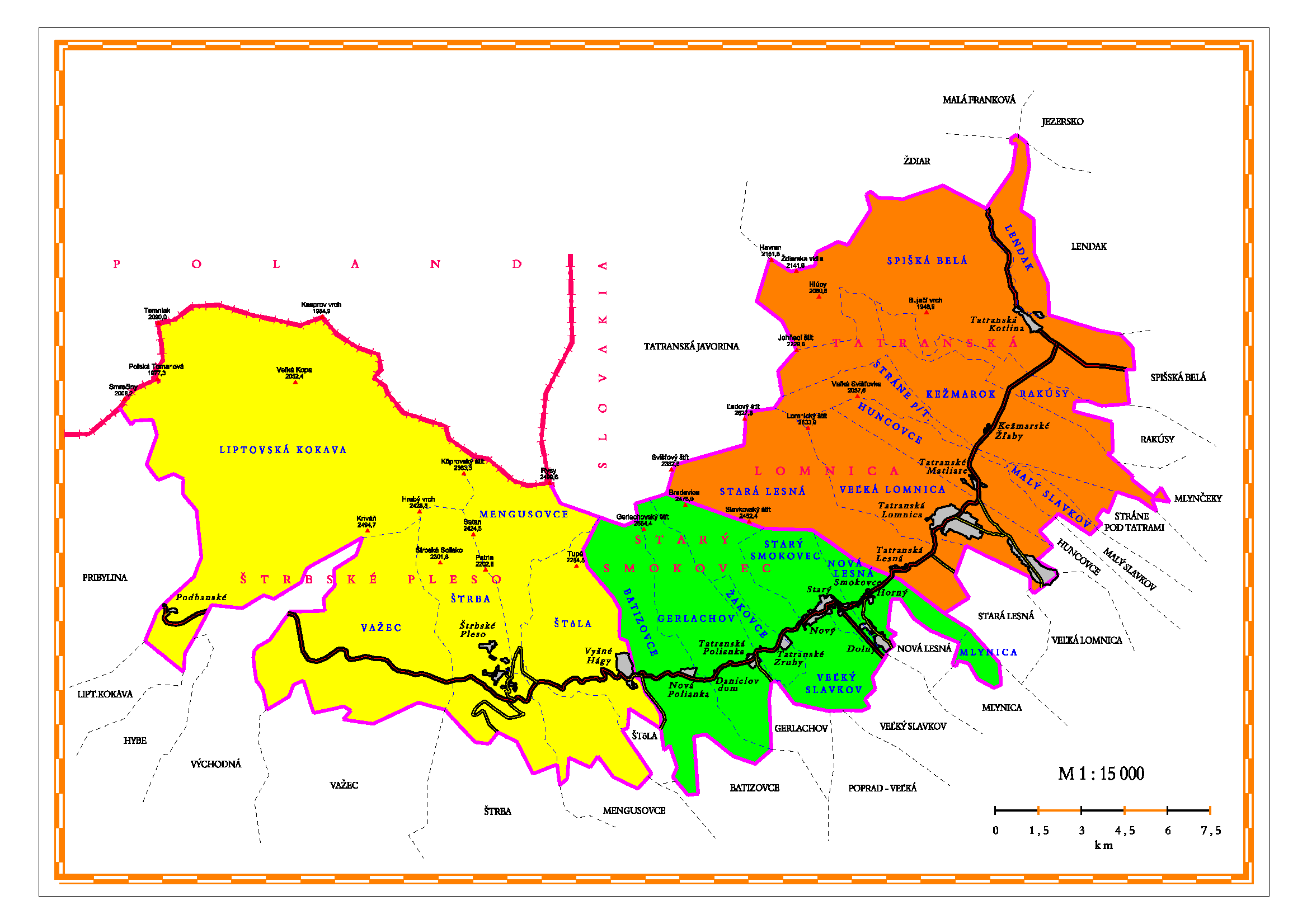
Hranice původních obcí ve Vysokých Tatrách

## Partnerská města
- Bukowina Tatrzańska, Polsko
- Kežmarok, Slovensko
- Košice, Slovensko
- Nosegawa, Japonsko
- Pardubice,Česko
- Poprad, Slovensko
- Prostějov, Česko
- Zakopane, Polsko